# Sonnschied
Sonnschied is een plaats in de Duitse deelstaat Rijnland-Palts, en maakt deel uit van de Landkreis Birkenfeld.
Sonnschied telt 98 inwoners.

## Bestuur
De plaats is een Ortsgemeinde en maakt deel uit van de Verbandsgemeinde Herrstein.
Abentheuer · 
Achtelsbach · 
Allenbach · 
Asbach · 
Baumholder · 
Bergen · 
Berglangenbach · 
Berschweiler bei Baumholder · 
Berschweiler bei Kirn · 
Birkenfeld · 
Bollenbach · 
Börfink · 
Breitenthal · 
Bruchweiler · 
Brücken · 
Buhlenberg · 
Bundenbach · 
Dambach · 
Dickesbach · 
Dienstweiler · 
Eckersweiler · 
Elchweiler · 
Ellenberg · 
Ellweiler · 
Fischbach · 
Fohren-Linden · 
Frauenberg · 
Gerach · 
Gimbweiler · 
Gollenberg · 
Gösenroth · 
Griebelschied · 
Hahnweiler · 
Hattgenstein · 
Hausen · 
Heimbach · 
Hellertshausen · 
Herborn · 
Herrstein · 
Hettenrodt · 
Hintertiefenbach · 
Hoppstädten-Weiersbach · 
Horbruch · 
Hottenbach · 
Idar-Oberstein · 
Kempfeld · 
Kirschweiler · 
Kronweiler · 
Krummenau · 
Langweiler · 
Leisel · 
Leitzweiler · 
Mackenrodt · 
Meckenbach · 
Mettweiler · 
Mittelreidenbach · 
Mörschied · 
Niederbrombach · 
Niederhambach · 
Niederhosenbach · 
Niederwörresbach · 
Nohen · 
Oberbrombach · 
Oberhambach · 
Oberhosenbach · 
Oberkirn · 
Oberreidenbach · 
Oberwörresbach · 
Reichenbach · 
Rhaunen · 
Rimsberg · 
Rinzenberg · 
Rohrbach · 
Rötsweiler-Nockenthal · 
Rückweiler · 
Ruschberg · 
Schauren · 
Schmidthachenbach · 
Schmißberg · 
Schwerbach · 
Schwollen · 
Sensweiler · 
Sien · 
Sienhachenbach · 
Siesbach · 
Sonnenberg-Winnenberg · 
Sonnschied · 
Stipshausen · 
Sulzbach · 
Veitsrodt · 
Vollmersbach · 
Weiden · 
Weitersbach · 
Wickenrodt · 
Wilzenberg-Hußweiler · 
Wirschweiler